# Dvorek (Třebeň)
Dvorek (deutsch Höflas) ist ein Ortsteil der Gemeinde Třebeň (Trebendorf) im tschechischen Okres Cheb (Bezirk Eger). 

## Lage

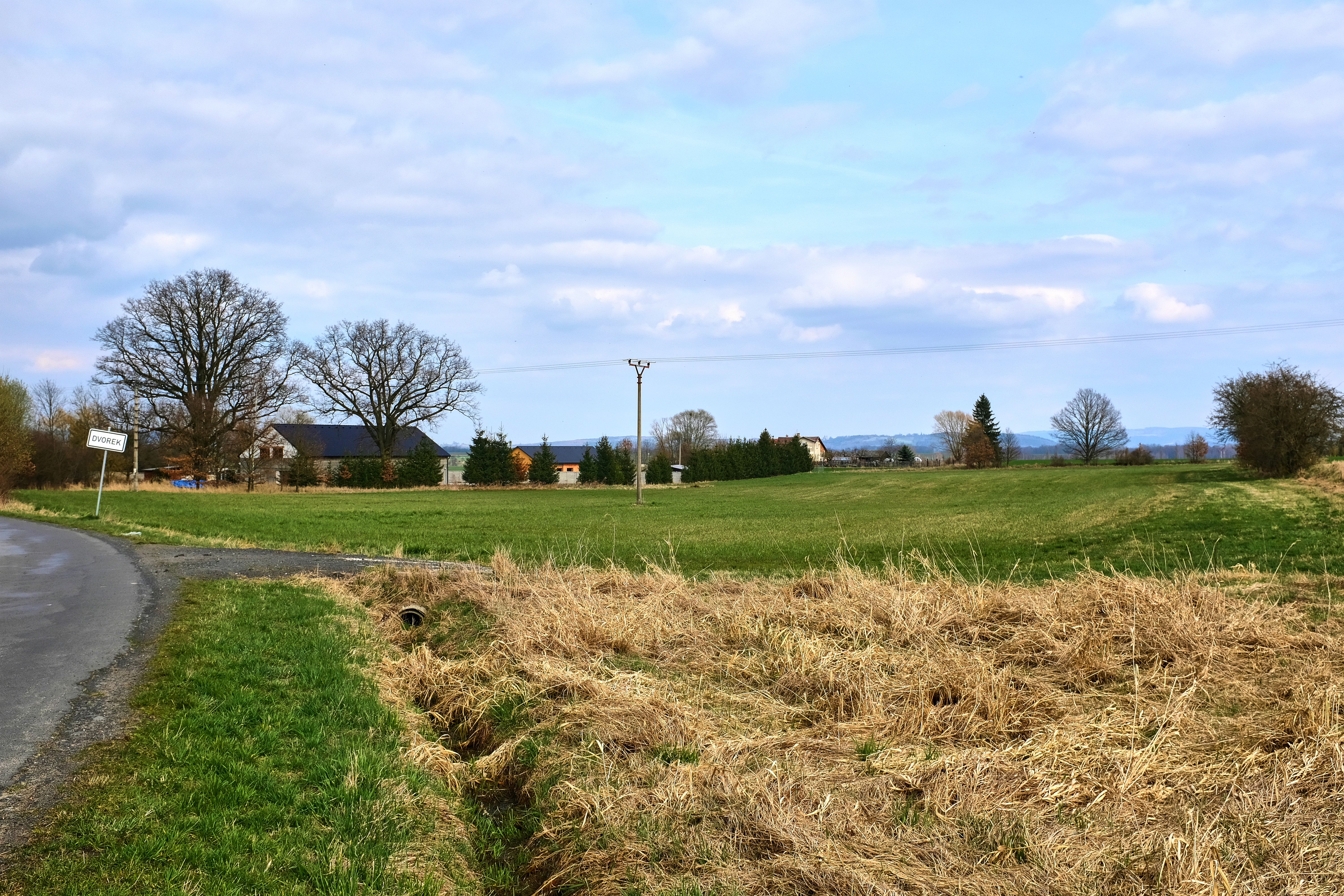
Blick auf die Ortslage

Das Dorf liegt rund einen Kilometer nordöstlich von Třebeň an der Straße nach Povodí (dt. Ensenbruck). Die deutsch-tschechische Grenze befindet sich sowohl nach Norden Richtung Bad Brambach als auch nach Westen in Richtung Waldsassen keine zehn Kilometer entfernt. Der gleichnamige Katasterbezirk umfasst eine Fläche von 3,07 km².

## Geschichte
Erstmals erwähnt wurde das Dorf im Egerland 1395. 2011 lebten im Ort 23 Einwohner, davon 13 Frauen, drei Kinder unter 14 und zwei Personen über 64.
| Jahr      | 1869 | 1880 | 1890 | 1900 | 1910 | 1921 | 1930 | 1950 | 1961 | 1970 | 1980 | 1991 | 2001 | 2011 |
| --------- | ---- | ---- | ---- | ---- | ---- | ---- | ---- | ---- | ---- | ---- | ---- | ---- | ---- | ---- |
| Einwohner | 112  | 119  | 111  | 86   | 76   | 68   | 107  | 38   | 39   | 13   | 22   | 22   | 20   | 23   |
| Häuser    | 12   | 13   | 13   | 12   | 11   | 11   | 13   | 12   | -    | 4    | 7    | 8    | 8    | 7    |

## Wüstung Starost (Sorgen)
Etwa 1,5 km nordöstlich von Dvorek ⊙ befand sich einst das Dorf Starost (deutsch Sorgen). Es wurde 1980 nach der Vertreibung der einheimischen Sudetendeutschen abgerissen. Heute befindet sich ein See am Ort. Zuletzt lebten 1970 28 Personen im Ort. Nahe der ehemaligen Ortslage verläuft der Scheidebach, hier bereits als Sázek bezeichnet. Das in der Näge gelegene Naturschutzgebiet Soos gab dem Bach früher auch den Namen Soosbach.
| Jahr      | 1869 | 1880 | 1890 | 1900 | 1910 | 1921 | 1930 | 1950 | 1961 | 1970 |
| --------- | ---- | ---- | ---- | ---- | ---- | ---- | ---- | ---- | ---- | ---- |
| Einwohner | 67   | 57   | 47   | 44   | 34   | 47   | 35   | 18   | 18   | 28   |
| Häuser    | 8    | 8    | 8    | 8    | 8    | 8    | 8    | 6    | —    | 4    |

## Belege
1. ↑  STATISTICKÝ LEXIKON OBCÍ ČESKÉ REPUBLIKY 2013 Podle správního rozdělení k 1.1. 2013 a výsledků sčítání lidu, domů a bytů k 26. březnu 2011 Zpracoval Český statistický úřad ve spolupráci s Ministerstvem vnitra ČR. 1. Januar 2013, S. 269, archiviert vom Original (nicht mehr online verfügbar) am 6. März 2016; abgerufen am 19. März 2024 (tschechisch).  Info: Der Archivlink wurde automatisch eingesetzt und noch nicht geprüft. Bitte prüfe Original- und Archivlink gemäß Anleitung und entferne dann diesen Hinweis.
2. 1 2 3  Archivierte Kopie (Memento des Originals vom 27. Oktober 2022 im Internet Archive)  Info: Der Archivlink wurde automatisch eingesetzt und noch nicht geprüft. Bitte prüfe Original- und Archivlink gemäß Anleitung und entferne dann diesen Hinweis.